# 8 Brygada Kawalerii (austro-węgierska)

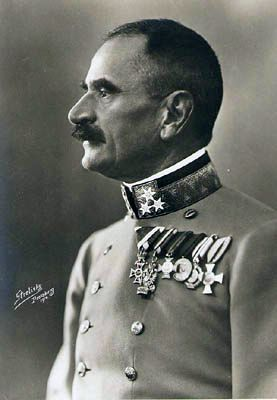
Karl Tersztyánszky von Nádas

8 Brygada Kawalerii (8. Cav.-Brig., 8. KBrig.) – brygada kawalerii cesarskiej i królewskiej Armii.

## Historia brygady
W 1889 roku 13 Brygada Kawalerii wchodziła w skład 13 Korpusu. Komenda brygady znajdowała się w Zagrzebiu, a w jej skład wchodziły:
- Pułk Ułanów Nr 5,
- Pułk Huzarów Nr 8[1].

W 1890 roku HR. 8 został przeniesiony na terytorium 3 Korpusu i włączony w skład 3 Brygady Kawalerii. W jego miejsce komendantowi brygady został podporządkowany Pułk Ułanów Nr 12, który dotychczas wchodził w skład 3 Brygady Kawalerii.
W 1894 roku dotychczasowa 13 Brygada Kawalerii w Zagrzebiu została zlikwidowana, natomiast na terytorium 11 Korpusu, w strukturze Dywizji Kawalerii we Lwowie została utworzona nowa 13 Brygada Kawalerii. Pułk Ułanów Nr 12 został przeniesiony z Osijeku do Székesfehérvár i podporządkowany komendantowi 18 Brygady Kawalerii w Budapeszcie (4 Korpus), natomiast Pułk Ułanów Nr 5 został włączony w skład 3 Brygady Kawalerii, ale pozostał w Varaždinie na terytorium 13 Korpusu i podlegał komendantowi brygady za pośrednictwem komendanta korpusu.
W 1897 roku na terytorium 4 Korpusu została utworzona 8 Brygada Kawalerii z komendą w Brnie (niem. Brünn). Równocześnie w 8 Korpusie została zlikwodowana dotychczasowa 8 Brygada Kawalerii w Pradze. Nowa 8 Brygada Kawalerii została podporządkowana komendantowi Dywizji Kawalerii Wiedeń.
W latach 1897–1905 w skład brygady wchodził:
- Pułk Dragonów Nr 11,
- Pułk Dragonów Nr 15[4][5].

W 1903 roku zmieniono pisownię formacji z „Cavallerie” na „Kavallerie” co wiązało się ze zmianą nazwy brygady na „8. Kavalleriebrigade”.
W 1905 roku brygada została wyłączona ze składu Dywizji Kawalerii Wiedeń, przeniesiona do Zagrzebia (niem. Agram) na terytorium 13 Korpusu i podporządkowana bezpośrednio komendantowi korpusu. Pułk Dragonów Nr 15 został włączony do 10 Brygady Kawalerii w Wiedniu, a w jego miejsce przybył Pułk Ułanów Nr 5, który do tego czasu wchodził w skład 3 Brygady Kawalerii w Mariborze.
W latach 1905–1912 w skład brygady wchodził:
- Pułk Dragonów Nr 11,
- Pułk Ułanów Nr 5[8][9].

W 1912 roku brygada została włączona w skład 10 Dywizja Kawalerii, która stacjonowała na terytorium 4 Korpusu. Równocześnie dokonano zmian w składzie brygady. Pułk Dragonów Nr 11 został włączony do 10 Brygady Kawalerii w Wiedniu, a Pułk Ułanów Nr 5 do 16 Brygady Kawalerii w Bratysławie
Komendantowi brygady podporządkowano Pułk Huzarów Nr 9, który dotychczas wchodził w skład 16 Brygady Kawalerii oraz Pułk Ułanów Nr 12, który do tego czasu należał do 4 Brygady Kawalerii w Budapeszcie.
W sierpniu 1914 roku w skład brygady wchodził:
- Pułk Huzarów Nr 9 (cztery szwadrony),
- Pułk Ułanów Nr 12 (pięć szwadronów),
- Oddział ckm[12].

## Komendanci brygady
13 Brygady Kawalerii
- gen. mjr August Némethy von Németfalva (1899 – 1890 → komendant Dywizji Kawalerii w Krakowie[13])
- płk / gen. mjr Hartwig August Anton Dietrich Wersebe (1890[2] – 1891 → komendant Dywizji Kawalerii w Krakowie)
- gen. mjr Heinrich Lamberg (1891 – 1893 → komendant 14 Brygady Kawalerii)

8 Brygady Kawalerii
- gen. mjr Karl Dlauhowesky von Langendorf (1897[4] – 1898 → członek dworu [niem. Obersthofmeister] arcyksięcia Otto Franciszka)
- płk / gen. mjr Alfred von Remiz (1898 – 1 IX 1903 → stan spoczynku w stopniu tytularnego FML)
- płk / gen. mjr Karl Tersztyánszky von Nádas (1903 – 1907 → komendant 4 Dywizji Kawalerii)
- płk / gen. mjr Ignaz Vincenz Kamillus von Korda (1907 – 1911 → komendant Dywizji Kawalerii Kraków)
- płk / gen. mjr Karl Biber (1911 – 1 VIII 1913 → stan spoczynku)
- płk / gen. mjr Emanuel Wojtêchowský (1913 – 1914[14])
- płk / gen. mjr Viktor Bauer von Bauernthal (1914 – 1915)